# استنلی روزن
استنلی روزن (۲۹ ژوئیه ۱۹۲۹–۴ مِه ۲۰۱۴) استاد بازنشستهٔ فلسفه از دانشگاه بوستون بود. پژوهش‌هایِ او بر پرسش‌های بنیادین فلسفه و برجسته‌ترین چهره‌هایِ فلسفیِ آن نظیر افلاطون، هگل، نیچه، و هایدگر متمرکز است.

## زندگی
روزن در کلیولند اوهایو به دنیا آمد. خانوادهٔ وی‌تبار یهودی داشتند. وی زیر نظر لئو اشتراوس در دانش‌گاه شیکاگو و زیر نظر الکساندر کوژو در پاریس به تحصیل پرداخت و دورهٔ پسادکترایِ خود را در مدرسهٔ آمریکاییِ مطالعات کلاسیک در آتن گذراند. و سپس به استادی فلسفه در دانشگاه پِن و دانشگاه بوستون درآمد. و در سال ۱۹۹۱ به ریاست جمعیت متافیزیکیِ آمریکا نائل شد.

## آثار
عمدهٔ آثار فلسفی روزن در شرح دیالوگ‌هایِ افلاطونی نوشته شده‌است. وی پنج دیالوگِ ضیافت، جمهوری، سوفیست، مرد سیاسی، و فایدروس افلاطون را به‌طور مستقل در پنج کتاب خود تفسیر کرده‌است. دو اثر مستقل دربارهٔ هگل با عناوین ایدهٔ علم منطق هگل و مقدمه‌ای بر علم حکمت هگل به رشتهٔ تحریر درآورده‌است. وی یک اثر مستقل دربارهٔ نیچه با عنوان نقاب روشنگری؛ زرتشت نیچه و یک اثر مستقل دربارهٔ هایدگر با عنوان پرسشِ هستی؛ واژگونگیِ هایدگر نیز تألیف کرده‌است. وی در دیگر آثارش به فراخور موضوع به فیلسوفانی همچون کانت، دریدا، گادامر، رورتی، فوکو، و بسیاری دیگر نیز پرداخته‌است.

### ترجمهٔ آثار به فارسی
- نقاب روشنگری، به ترجمهٔ مرتضی نوری، انتشارات مرکز.
- ستیز فلسفه و شعر، به ترجمهٔ غلام‌رضا اصفهانی، نشر شب‌خیز.